# 中国共産党中央委員会宣伝部
中国共産党中央委員会宣伝部（ちゅうごくきょうさんとうちゅうおういいんかいせんでんぶ）は、中国共産党中央委員会に直属し、中国共産党の思想や路線の宣伝、教育、啓蒙を担当するプロパガンダ機関。
国内の新聞、出版物、テレビ、映画、インターネットなどメディア全ての監視を行う。文化観光部、国家広播電視総局（広電総局）の監督権を持ち、メディアに対して党の不利益になる幹部の腐敗や台湾問題などの情報の扱いを禁止する権限を持つ。実際にはそのような権限は無いのだが、メディア上層部の人事権を握っているため通達には「重み」が出る。
2003年には『中央宣伝部を討伐せよ』と題した批判本が、焦国標・北京大学助教授（当時）の手によって書かれ、その内情が明かされた。同書は中国国内で発禁とされている。

## 歴代部長
- 陸定一（1944年 - 1952年9月22日、1954年7月 - 1966年12月）
- 習仲勲（1952年9月22日 - 1954年）
- 陶鋳（1966年12月 - 1967年）

※1967年 - 1976年、四人組により中央宣伝部が接収される。
- 耿飈（1976年10月に四人組が打倒された後、中央宣伝組の責任者となる）
- 張平化（1977年7月 - 1978年12月）
- 胡耀邦（1978年12月25日 - 1980年3月12日）
- 王任重（1980年3月12日 - 1982年4月）
- 鄧力群（1982年4月 - 1985年8月）
- 朱厚沢（1985年8月 - 1987年2月）
- 王忍之（1987年2月 - 1992年12月）
- 丁関根（1992年12月 - 2002年10月24日）
- 劉雲山（2002年10月24日 - 2012年11月21日）
- 劉奇葆（2012年11月21日 - 2017年10月30日）
- 黄坤明（2017年10月30日 - 2022年10月23日）
- 李書磊（中国語版）（2022年10月23日 - ）